# JLO (entreprise)
Pour les articles homonymes, voir JLO.
JLO GmbH ou plus complètement  ILO-Motorenwerke GmbH, était un constructeur allemand de moteurs installé à Hambourg. La société a été l'un plus des plus importants constructeurs allemands de moteurs à deux temps.
Le nom ILO vient de l’espéranto et signifie « outil ». Il y a deux manières d'écrire le nom de la marque : ILO ou JLO. La variante JLO a été la seule retenue pour le logo.
En 1959, la société a été vendue à Rockwell Manufacturing Company.

## Histoire

### Les débuts
L'entreprise a été créée en 1911 dans l'arrondissement d'Altona, à l'ouest de la ville de Hambourg. Son créateur, Heinrich Christiansen, a racheté une entreprise en faillite. Il crée la société Norddeutsche Maschinenfabrik GmbH où il employait 25 salariés pour fabriquer des éléments pour les voies ferrées et la construction de ponts de chemins de fer. 
Deux ans plus tard, les locaux d'Altona devenus trop petits, Christiansen achète un terrain près de la gare de Pinneberg où il développe son entreprise. Il crée son propre modèle de bourreuse de voie courante dont la production se poursuivra durant toute la Première Guerre mondiale. Ce n'est qu'à partir de 1918 qu'il s'intéresse à la fabrication de moteurs. Il présente un moteur à deux temps pour motoriser sa bourreuse de voie. C'était le premier moteur OIT.

### La période entre deux guerres
Après la fin de la Première Guerre mondiale, en 1918, l'entreprise connaît des problèmes économiques majeurs. Les contrats d'armement n'ont pas été signés et de nombreux salariés sont licenciés. Les bourreuses ferroviaires ont connu un beau succès commercial au cours des années suivantes mais l'activité des bourreuses-compacteuses de voie s'arrête en 1922 quand Christiansen décide de vendre l'activité à Krupp AG pour se spécialiser dans la conception et la fabrication de moteurs.
L'entreprise se concentre sur la construction de moteurs à deux temps pour motos et petits camions, les triporteurs notamment. Vers 1927, un moteur auxiliaire de bicyclette est développé, un des premiers moteurs puissants pour bicyclettes à moteur. À partir de 1929, des moteurs à deux temps sont proposés pour l'agriculture comme par exemple, les motoculteurs et les pompes avec des moteurs BIT. L'entreprise ne cesse de croître et jusque dans les années 1930, le nom OIT figure sur la façade de l'usine.
À la suite de la loi promulguée en 1928, qui supprime les taxes sur les véhicules à trois roues et qui peuvent être conduit sans permis de conduire, ces véhicules très particuliers vont connaître un vif succès. Les modèles Tempo-Werke (Vidal und Sohn) et Goliath (Borgward) utilisent des moteurs OIT. En 1931, un pousseur pour déplacer des wagons de chemin de fer est lancé. Il va être commercialisé avec succès pendant de nombreuses années. Les moteurs à deux temps OIT ont de plus en plus de mal à s'imposer face aux marques concurrentes DKW, NSU et Sachs. 
Pendant la Seconde Guerre mondiale, l'usine JLO n'a fabriqué presque exclusivement que des moteurs qui, étant principalement utilisés à des fins militaires, a entraîné le classement de l'usine en unité d'armement. Christiansen a été nommé chef économique militaire. Environ 160 "travailleurs forcés" ont été utilisés pendant la guerre. Les ateliers de l'usine ont poursuivi normalement leur activité pendant toute la guerre, aucune bombe n'a touché l'usine.

### Après la Seconde Guerre mondiale
Après la Seconde Guerre mondiale, l'usine OIT était pleinement opérationnelle et Heinrich Christiansen junior prend la direction de l'entreprise. La société, bien qu'ayant largement participé à l'effort de guerre nazi, n'a subi aucune sanction ni démantèlement par les forces d'occupation britanniques, au contraire. Alors qu'elle s'était reconvertie dans la fabrication de béquilles, coquetiers, briquets et autres articles utiles dont la population avait un besoin urgent et que la fabrication de moteurs était interdite à toute entreprise allemande, l'entreprise s'est vu confier l'entretien et la réparation des moteurs des matériels de l'armée britannique sur le Rhin qui a même commandé les moteurs pour des Land Rover fabriqués sous licence par Tempo-Werke pour équiper les forces d'occupation.
La production des premiers moteurs à deux temps à usage civil reprend à partir de 1947. La société "Vidal & Sohn", sous la marque Tempo a été l'un des tout premiers clients en équipant ses triporteurs Tempo T. L'entreprise a connu un afflux de commandes dans les années qui ont suivi. Les moteurs des années d'avant-guerre ont été continuellement améliorés et de nombreux constructeurs de motos ont opté pour les moteurs OIT comme Bücker, Dürkopp, Geier, Göricke, Hercule, Hoffmann, Maico, RMW, Rixe et Tornax. Quelques petits constructeurs automobiles, comme Kleinschnittger, Staunau et Wendax, ont également équipé leurs petites voitures de moteurs BIT. En 1950, le nombre de moteurs produits a atteint environ 56.000 unités avec 600 salariés. Pour répondre à la demande, la société a du travailler à trois équipes. Mais les ateliers de production étaient trop exigus et une extension a été réalisée en 1950. Parallèlement, la société a ouvert une autre usine à Munich, OIT-Werke Süd.
On y construisait principalement des moteurs Mokick et le célèbre moteur OIT Piano, baptisé "piano" (en italien, piano (musique) = silencieux)" car il n'y avait pas de chaîne dans le moteur, mais une courroie crantée silencieuse. Le moteur le plus connu et le plus réussi était le BIT Twin (M 2 × 125) de 250 cm³, qui a été fabriqué à Pinneberg.
En 1954, environ 1.500 salariés travaillaient dans les deux usines et produisaient environ 184.000 moteurs. OIT était alors le plus important employeur du district de Pinneberg mais aussi le premier constructeur de moteurs à deux temps d'Allemagne.
Mais le boom des deux-roues motorisés s'est terminé au milieu des années 50. De nombreux fabricants de motos ont déposé le bilan parce que la voiture est devenue le moyen de transport préféré des Allemands. La production de moteurs de motos et de scooters a pris fin vers 1959. L'entreprise a dû licencier plus de 600 salariés.

### Rachat de la société
En 1959, au vu des difficultés de l'entreprise, Heinrich Christiansen junior décide de trouver un repreneur et négocie la reprise de la société avec le groupe américain Rockwell Manufacturing Company en fin d'année 1959. Christiansen junior va rester dans l'entreprise en tant que directeur général pendant une année. 
À partir de 1960, le développement de moteurs pour traîneaux à neige motorisés (motoneige de nos jours) pour les marchés nord-américain et scandinave commence. Le traîneau à neige était devenu un équipement de sport aux États-Unis et au Canada. À partir de 1963, une large gamme de moteurs est disponible qui connait un gros succès. Les moteurs OIT sont également utilisés dans les karts qui ont remporté plusieurs titres dans les championnats allemands et internationaux, assurant une publicité pour la marque ILO.
Au milieu des années 60, OIT établit un record de production notamment avec les moteurs de motoneige aux États-Unis et au Canada en dépassant 39.000 unités, soit la moitié des moteurs exportés. 
En 1971, les ventes de moteurs de motoneige chutent de façon drastique face à la concurrence japonaise avec ses produits de qualité et bon marché. De plus, les surcapacités de production ont entraîné une baisse des prix généralisée. Les sociétés mal préparées à cette concurrence n'ont pas pu résister. La production de moteurs a baissé de 55 % entre 1969 et 1970, passant de 283.000 en 1969 à 128.300 l'année suivante. La production des autres types de moteurs industriels a suivi la même baisse et comme l'entreprise n'avait pas de nouveaux produits, dans un premier temps, a du recourir au chômage partiel puis à une forte réduction des effectifs. Le nombre de salariés est tombé à 800 et mi-1975 et OIT a abandonné la production de moteurs pour motoneiges. La fonderie de moulage sous pression a été fermée au début 1976.
En 1977, l'entreprise est à l'américain "Tecumseh Products Company". La nouvelle société va produire des compresseurs, des transmissions et, comme auparavant, des moteurs à deux et quatre temps. Le rachat de l'usine OIT avait pour objectif premier la constitution d'une base sur le marché européen pour renforcer sa position de fournisseur de moteurs Tecumseh. L'ancienne usine OIT produira désormais des moteurs tout usage pour l'agriculture, la construction et l'industrie. Les moteurs ILO pouvaient équiper des balayeuses, des tondeuses à gazon, des compresseurs etc.. Des locaux vides ont été loués à Toyota pour son entrepôt central de pièces de rechange.
En 1986, OIT a célébré, avec un léger optimisme, son 75ème anniversaire. Mais en 1988, après la faillite de plusieurs clients importants, les ventes ont de nouveau chuté, un moteur de tondeuse à gazon nouvellement développé a dû être retiré du marché à cause de graves problèmes techniques. L'entreprise n'enregistrait que des pertes depuis 1987 et au milieu des années 1990, Tecumseh décide de fermer l'usine de Pinneberg en raison de la surcapacité persistante de production de moteurs dans le monde. 
Le 31 décembre 1990, les portes de l'usine se sont définitivement fermées. Le 13 mars 1991, le parc des machines, les équipements de l'usine et une grande partie du musée de l'usine BIT sont mis aux enchères. 